# Кеййо Сяйлюноя
Кеййо Сяйлюноя (фін. Keijo Säilynoja; нар. 17 лютого 1970, м. Вантаа, Фінляндія) — фінський хокеїст, правий нападник. 
Виступав за «Йокеріт» (Гельсінкі; є вихованцем школи цього клубу), КалПа (Куопіо), «Еспоо Блюз». 
У складі національної збірної Фінляндії провів 46 матчів; учасник зимових Олімпійських ігор 1992, учасник чемпіонатів світу 1992 і 1993. У складі молодіжної збірної Фінляндії учасник чемпіонатів світу 1989 і 1990. У складі юніорської збірної Фінляндії учасник чемпіонату Європи 1988.
У 2008—2010 роках працював генеральним менеджером «Йокеріт» (Гельсінкі).
Срібний призер чемпіонату світу (1992). Чемпіон Фінляндії (1992, 1994, 1996, 1997), срібний призер (1995), бронзовий призер (1998). Володар Кубка європейських чемпіонів (1996).